# San Ángel Zurumucapio
San Ángel Zurumucapio es una localidad de raíces purépechas del municipio de Ziracuaretiro en Michoacán, México. San Angel Zurumucapio, fundada en 1523, por Fray Juan de San Miguel  

## Toponimia
Debe su nombre  En su honor se celebraba la fiesta del 29 de septiembre. a san Ángel de Sicilia y Zurumucapio significa ‘lugar de espinas’.

## Geografía
Se ubica en el centro-este del municipio de Ziracuaretiro a unos cuantos metros del límite con el municipio de Tingambato a una altitud de 1603 metros sobre el nivel del mar. Toda su orografía la constituye en su totalidad el Eje Nevolcánico.

## Cultura

### Artesanías
Las principales artesanías son los rebozos realizados por hilos de diversos colores; la elaboración de objetos de fibras vegetales y las figuras talladas con madera son algunas de las técnicas típicas de la región.

### Gastronomía
San Ángel es conocido por su pan ya que es una de las especialidades de la localidad. Es realizado de manera tradicional, cocinado con leña en hornos realizados por la gente del pueblo, lo cual le da su sabor típico y tradicional. 

### Música
La localidad desde sus inicios siempre se ha destacado por su música a nivel estado ya que cuenta una gran variedad de bandas, las cuales amenizan al pueblo en sus fiestas; siendo las bandas su principal atracción, su reconocimiento es conocido en por casi toda la región de Michoacán. 

### Tradiciones

#### Los Pastores
Es una celebración que se le hace al niño Dios, comienza el 16 de diciembre (al inicio de las posadas). Se visten a niños y jóvenes de entre 3 y 18 años de 24 pastores (12 hombres y 12 mujeres), 1 ermitaño, 3 ángeles y 3 diablitos. Van de casa en casa adorando al niño Jesús acompañados de una banda. Al entrar a la casa, los pastores bailan una canción en honor al niño, mientras que el ermitaño y los 3 diablitos hacen desorden en la casa.
Después del baile, una pareja de pastores ofrecen una alabanza al niño. Termina el 25 de diciembre y regresan el 6 de enero (en la fiesta del niño perdido), para dar su última bendición y llevarlo a una casa donde permanecerá el resto del año.

### Fiestas
- Fiesta del Santo Niño Perdido (6 de enero).
- Fiesta de Santa Clara (11 de agosto).
- Fiesta de San Miguel Arcángel (29 de septiembre).
- Fiesta de Santa Cecilia (22 de noviembre).
- Fiesta de San Isidro (15 de mayo).

## Demografía
Según datos del XIV Censo General de Población y Vivienda llevado a cabo por el Instituto Nacional de Estadística y Geografía (INEGI), cuenta en el 2020 con una población de 5788 habitantes, de los cuales 2825 son hombres y 2963 son mujeres. Aumentó un total de 1335 habitantes respecto al censo de 2010 en que contaba con 4453 habitantes. Es por su población la 90.ª localidad más poblada de Michoacán.

### Población de San Ángel Zurumucapio 1900-2020[4]
| Gráfica de evolución demográfica de San Ángel Zurumucapio entre 1900 y 2020                       |
|                                                                                                   |
| Población de los censos del Instituto Nacional de Estadística y Geografía (INEGI) de 1900 a 2020. |

## Educación
La escolaridad de la zona cuenta con instituciones de nivel primaria hasta preparatoria.
Educación Básica:
- Escuela Primaria Particular Colegio Don Bosco
- Escuela Primaria José María Morelos (Matutino)
- Escuela Primaria José María Morelos (Vespertino)
- Escuela Secundaria Técnica n.º 111

Educación Media Superior:
- Colegio de Bachilleres Plantel San Ángel Zurumucapio

Nivel Técnico:
- Centro de Capacitación Musical Prf. Ubaldo Morales Rivera

## Comunicaciones
La localidad cuenta con una autopista que cuenta con una caseta de cobros, al igual que una carretera libre, las cuales conectan con la ciudad de Morelia, Uruapan y Lázaro Cárdenas. 
- Carretera Federal 14. Existe una carretera libre y una autovía de cuota, que tienen un trazado paralelo, iniciando en la ciudad de Pátzcuaro con destino a San Ángel y Uruapan.

- Autopista siglo XXI. Es una autopista que comunica a Uruapan, Morelia y Lázaro Cárdenas.